# Guatteria wessels-boeri
Guatteria wessels-boeri là loài thực vật có hoa thuộc họ Na. Loài này được Jans.-Jac. mô tả khoa học đầu tiên năm 1970.